# Abhimani
Abhimani é um Deva da mitologia hindu, filho mais velho de Brahma, conhecido também por Agni (fogo). Desposou Swaha e teve três filhos, Pavaka, Pavamana, e Suchi, personificando os três fogos que produziram a Terra e a humanidade.
Abhimanin, seus três filhos e seus 45 netos constituem os 49 fogos místicos das Puranas.
Abhimanin representa o princípio cósmico, a força primordial na evolução do universo, o fogo é representado com desejo de criar. Seus três filhos, por sua vez, de acordo com a Vayu-Purana, representam os três aspectos diferentes de Agni (fogo): Pavaka é o fogo eletro-magnético, Pavamana é o fogo produzido pela fricção, e Suchi é o fogo solar. Interpretedo no plano humano, eles são o "Espírito, Alma e o corpo"..
Outra lenda diz que eles foram amaldiçoados pelo sábio Vasishtha, por isso são obrigados a nascer e renascer pela eternidade.